# Jan Můčka
Jan Můčka (* 9. července 1950, Uherské Hradiště) je český římskokatolický kněz, dlouholetý farář v Újezdě u Valašských Klobouk, obhájce svazku Interdiecézního soudu v Olomouci a papežský kaplan.
Pochází ze Strážnice, zde jako dítě ministroval. Od dětství se také věnuje včelařství, jenž patří k jeho celoživotním zájmům. Roku 1969 začal studovat na olomoucké pobočce Cyrilometodějské bohoslovecké fakulty v Litoměřicích a dne 22. června 1974 přijal v Olomouci kněžské svěcení. Poté působil nejprve jako kaplan v olomoucké farnosti u kostela sv. Mořice, a to až do roku 1977, kdy byl ustanoven duchovním správcem farnosti Oldřišov a administrátorem ex currendo v Hvěvošicích. Od července 1983 působil jako farář v Rýžovišti, odkud ex currendo spravoval ještě farnosti Albrechtice u Rýmařova, Huzová, Jiříkov a Lomnice u Rýmařova, a v červenci 1990 byl přeložen do Újezda u Valašských Klobouk.
Už roku 1989 se stal soudcem Interdiecézního soudu v Olomouci a v roce 1994 jeho obhájcem svazku, jímž je dosud. Kromě toho je od roku 2001 administrátorem ex currendo farnosti Horní Lhota a krátce v roce 1993 a znovu v roce 1994 spravoval ex currendo i farnost Vlachovice. Od roku 2000 je také děkanem valašskoklobouckého děkanátu, jímž byl rovněž v letech 1995 až 1998. Dne 8. března 2010 jej papež Benedikt XVI. jmenoval kaplanem Jeho Svatosti a téhož roku získal Jan Můčka licenciát církevního práva.